# Botezul copiilor

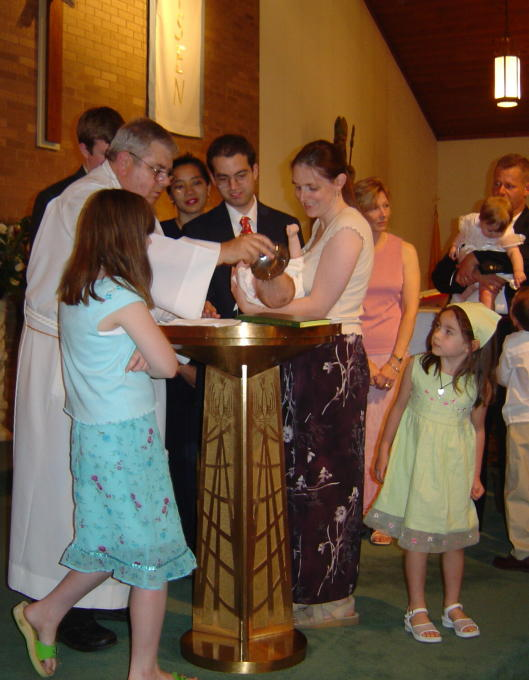
Apa este turnată pe capul unui copil ținut deasupra cristelniței într-o biserică romano-catolică

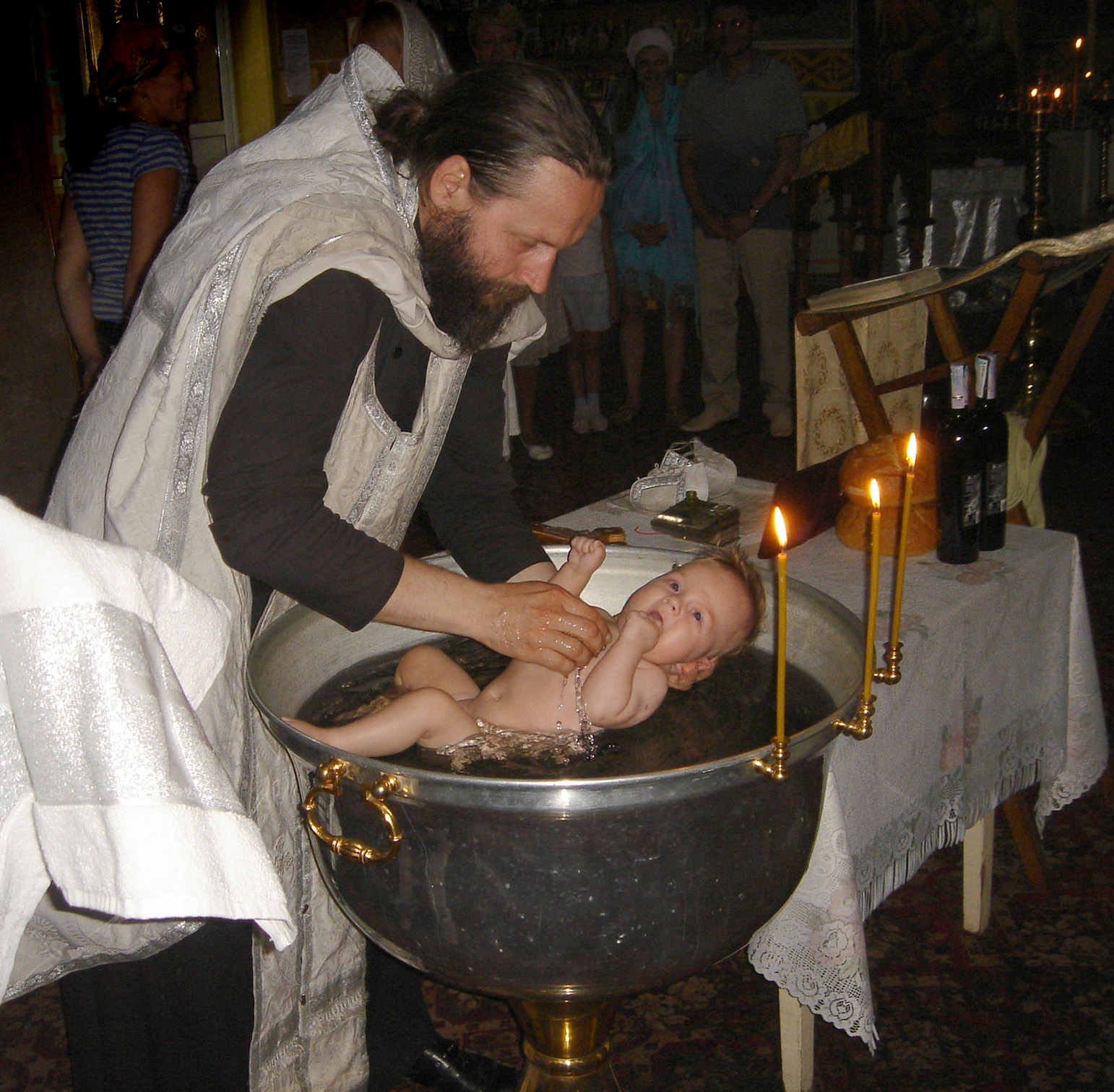
Botez prin imersiune după ritualul ortodox

Botezul copiilor este practica botezării sugarilor sau a copiilor de vârstă mică. În discuțiile teologice această practică este menționată uneori ca pedobaptism, termen format din cuvântul grecesc pais care înseamnă „copil”. El se află în contrast cu ceea ce este numit „botezul adulților” sau credobaptismul, termen format din cuvântul latin credo, cu sensul „eu cred", care este practica religioasă a botezării doar a persoanelor care mărturisesc credința în Isus, fiind excluși astfel copiii minori. Opoziția față de botezul copiilor este numită catabaptism. Botezul copiilor este numit, de asemenea, „creștinare” în unele tradiții creștine.
Majoritatea creștinilor aparțin denominațiunilor care practică botezul pruncilor. Printre cultele creștine care practică botezul pruncilor se numără catolicii, ortodocșii, ortodocșii orientali necalcedonieni, mai multe denominațiuni protestante: anglicanii, luteranii, prezbiterienii, congregaționaliștii și alte denominațiuni reformate, metodiștii, unii nazarineni și Biserica Moravă.

## Ceremonie
Practica botezului variază de la un cult creștin la altul. Multe culte oficiază o ceremonie numită ritual sau liturghie. Ceremonia obișnuită presupune ca părinții sau nașii să își aducă copilul la preot sau pastor. Ritualul folosit pentru botezul copiilor este identic cu ritualul folosit pentru botezul adulților, adică prin cufundarea în apă sfințită, prin turnarea apei sfințite sau prin stropirea cu apă sfințită. Tradiția ortodoxă și catolică de rit oriental presupune cufundarea completă a bebelușului în cristelnița cu apă sfințită, iar această practică este și prima metodă enumerată în ritualul baptismal al romano-catolicilor, deși turnarea apei sfințite este practica standard a cultului romano-catolic. Bisericile catolice și ortodoxe nu folosesc stropirea cu apă sfințită. În momentul botezului, preotul rostește cuvintele: „Te botez (sau „Robul lui Dumnezeu (numele) se botează”) în numele Tatălui, al Fiului și al Duhului Sfânt" (vezi Matei 28:19).

## Istorie
Istoricii nu sunt de acord cu privire la momentul când a fost practicat primul botez al copiilor. Unii cred că creștinii din secolul I nu l-au practicat, evidențiind lipsa oricăror dovezi explicite ale practicării pedaobaptismului. Alții, observând lipsa oricăror dovezi explicite că nu s-a practicat pedobaptismul, consideră că botezul copiilor a avut loc în secolul I, interpretând referințele biblice la indivizi „și casa [lor]” ca fiind botezați (Faptele Apostolilor 16:15, Faptele Apostolilor 16:31–33, I Corinteni 1:16), precum și „făgăduința pentru voi și copiii voștri” (Faptele Apostolilor 2:39) ca incluzându-i și pe copiii mici.
Cea mai veche menționare extrabiblică a botezului, care are loc în Didahia (c. 100), pare să se refere la botezul adulților, deoarece persoanele care urmau să fie botezate trebuiau să țină post. Cu toate acestea, inscripțiile ce datează din secolul al II-lea, care se referă la copiii mici ca fiind „copii ai lui Dumnezeu”, ar putea indica faptul că creștinii obișnuiau să-și boteze copiii. Cea mai veche referire la botezul copiilor a fost făcută de Irineu de Lyon (versetele 130-202) în lucrarea sa Împotriva ereziilor. Datorită referirii la Eleuteriu ca actual episcop al Romei, lucrarea este datată de obicei ca fiind scrisă în jurul anului 180. Irineu vorbește despre copii fiind „născuți din nou pentru Dumnezeu”. Această referință a fost descrisă ca fiind „obscură”. Trei pasaje ale lui Origene (185-c. 254) menționează botezul copiilor ca fiind tradițional și obișnuit. În timp ce, în scrierile sale din perioada 198-203, Tertulian recomanda amânarea botezului copiilor mici și a persoanelor necăsătorite, el menționează că botezul copiilor era o ceremonie obișnuită, în care întreținătorii vorbeau în numele copiilor. Tradiția apostolică, atribuită uneori lui Hippolytus din Roma (d. 235), descrie modul în care este oficiată ceremonia botezului; se afirmă acolo că copiii erau botezați mai întâi și, dacă aceștia nu puteau răspunde pentru ei înșiși, părinții lor sau altcineva din familia lor urmau să rostească răspunsul la întrebările preotului.
Cel puțin din secolul al III-lea creștinii au început să-și boteze copiii, deși unii preferau să amâne botezul până la sfârșitul vieții, pentru a obține iertarea tuturor păcatelor lor anterioare.

## Legături externe

### Susținere
- Early Church Fathers on Baptism
- What About Holy Baptism? by Dr. A.L. Barry (Lutheran perspective)
- Baptism by Francis Schaeffer (Evangelical Presbyterian perspective)
- Infant Baptism Arhivat în 6 august 2016, la Wayback Machine. by Greg Johnson (Evangelical Presbyterian perspective)
- INFANT BAPTISM: How My Mind Has Changed by Dr. Dennis E. Johnson (Conservative Presbyterian perspective)
- JEREMIAH 31: INFANT BAPTISM IN THE NEW COVENANT by Dr. Richard Pratt (Evangelical Presbyterian perspective)
- Chaney, James M. (2009). William the Baptist. Oakland, TN: Doulos Resources. p. 160. ISBN 978-1-4421-8560-9. OCLC 642906193. Arhivat din original la 8 iulie 2009. Accesat în 22 iunie 2019. (Reformed Presbyterian perspective)
- Instruction on Infant Baptism (Roman Catholic Church)
- Infant Baptism Catholic Answers guide, with Imprimatur
- Early Teachings of Infant Baptism teachings on Baptism by the Church Fathers, with Imprimatur
- Infant Baptism (by Jordan Bajis, Greek Orthodox Archdiocese of America website)
- Infant Baptism by Canon Tom Gordon (Orthodox Anglican perspective)
- By Water and the Spirit (United Methodist perspective)
- Donatist, Anabaptist, and Presbyterian Confusion: Infant Baptism Among Evangelicals by Nollie Malabuyo (Conservative Reformed Presbyterian perspective)
- Infant Baptism discussed at www.CatholicBridge.com (Roman Catholic perspective)
- Baptism, Confirmation and the Affirmation of Baptismal Faith Arhivat în 12 mai 2008, la Wayback Machine. (Anglican Church perspective)

### Opoziție
- Brunson, Hal. 2007 The Rickety Bridge and the Broken Mirror: Two Parables of Paedobaptism and One Parable of the Death of Jesus Christ. ISBN: 0-595-43816-4
- Infant Baptism in the Global Anabaptist Mennonite Encyclopedia Online
- A Scriptural Critique of Infant Baptism by Pastor John MacArthur
- The Assemblies of God on Baptism